# Santo Antônio do Leste
Santo Antônio do Leste é um município brasileiro do estado de Mato Grosso. Sua população estimada em 2019 é de 5.174 habitantes.

## História
A História de Santo Antonio do Leste- MT é relativamente recente levando- se em conta que as primeiras ocupações não indígenas  da região, segundo relatos que se tem é de um pouco mais de quatro décadas.
O que temos conhecimento é de que por volta do ano de 1960 já habitavam nesta região as famílias de Elias de Tal, Justino Farias este havia vindo da região onde hoje é conhecido por Paredão próximo de General Carneiro – MT e é parente do atual(2009) prefeito de Barra do Garças Sr. Vanderlei Farias, bem como do prefeito de Novo São Joaquim – MT, Leonardo Farias(2009); Senhor Camilo de Tal, vindo de Batovi, município de Poxoréu - MT, esposo de Dona Brandina.
Já no ano de 1962 chega o senhor Angelino Adão Emiliano e sua esposa Gregoria Emiliana de Jesus, conhecida como dona Santa vindo da região onde hoje está a Vila Itaquerê Município de Novo São Joaquim - MT.
No ano de 1962 chega o casal Sr.Manoel Alves de Oliveira (Sr. Baiano) e Dona Maria Sebastiana de Jesus (In memória), desta feita, oriundos do Estado da Bahia vindo da região hoje conhecida como vila Itaquere, mais precisamente morador perto do córrego conhecido na época como “Chibante” afluente do rio das mortes.
Em 1962 veio o Sr. Marculino depois de algum tempo residindo na região vendeu a propriedade para o senhor João Gabriel e dona Elça Nogueira Borges e chegaram aqui por volta do ano de 1963 vindo de Ponte Branca- MT, depois de alguns anos João Gabriel indo embora permanece dona Elça na terra e que mais tarde contraiu matrimonio com Sr. Flory Gomes da Silva (in memória) estabeleceram na região.
Assim que chegam, as famílias iniciam em condições precárias a exploração principalmente das atividades pecuária com umas poucas cabeças de gados, e praticam uma agricultura rudimentar de subsistência.
Era grande as restrições destes pioneiros, muitas dificuldades quanto a questão do deslocamento, para adquirir os gêneros alimentícios que não produziam tinha que ir muitas vezes a pé ou a cavalo até o povoado de Toriquejo, distrito de Barra do Garças, distante aproximadamente 120 Km às margens do Rio das Mortes gastando dias de viagens.

## Geografia
DEPENDÊNCIA GENEALÓGICA
O município de Cuiabá deu origem ao município de Araguaya (depois extinto), que deu origem ao município de Registro do Araguaya (depois extinto), que deu origem ao município de Araguayana (depois extinto), do qual originou-se o município de Barra do Garças, que deu origem ao município de Novo São Joaquim, de onde se originou o município de Novo São Joaquim, que deu origem ao município de Santo Antonio do Leste.
DENOMINAÇÃO DOS HABITANTES
Santo-antoniense-do-leste
LOCALIZAÇÃO GEOGRÁFICA
Mesorregião Nordeste mato-grossense, Microrregião Canarana.
FISIOGRAFIA
O município está localizado no Planalto Central, com altitudes entre 600 e 700 metros.. O solo varia entre arenoso e argilo-arenoso, de média fertilidade e coloração evoluindo de vermelha (menor parte) até amarela. A vegetação tipicamente é dominada por cerrado baixo (maior parte) e campos, em geral substituídos por lavouras.
RECURSOS HÍDRICOS
Santo Antônio do Leste encontra-se exatamente no divisor de águas Xingu/Araguaia, sendo que, na realidade, a sede municipal hoje está toda contida na Bacia do rio Araguaia, sub-bacia Rio das Mortes, mas futuras áreas de expansão da sede municipal poderão estar inseridas na Bacia do rio Xingu. Os cursos d’água de maior importância no contexto municipal são o ribeirão Quinze de Agosto e rio Kuluene, na Bacia Xingu; e o córrego Buriti e rio Suspiro, na Bacia Araguaia. Quanto ao aqüífero subterrâneo, os resultados obtidos com poços profundos já perfurados na cidade indicam vazões da ordem de 36 m3/h, com aproximadamente 150 metros de profundidade.
ELEITORES
Em Agosto/2012 conforme fonte do TSE existem 2.676 eleitores no Município de Santo Antonio do Leste, confira no link
LIMITES GEOGRÁFICOS
O Município de Santo Antonio do Leste faz fronteira a Leste com Primavera do Leste, ao Norte com Paranatinga, a oeste com Campinápolis, sudoeste com Novo São Joaquim e ao sul com Poxoréu.
RELEVO
O relevo é composto por grandes áreas planas, ocupadas principalmente por lavouras e vales com depressões, que formam os cursos d’água.
COORDENADAS GEOGRÁFICAS
Latitude : 14º49’09’’ Longitude: 53º37’09’’
EXTENSÃO TERRITORIAL
A extensão territorial do Município e Santo Antonio é de 4.147 km2.
BACIA HIDROGRÁFICA
Grandes Bacias do Amazonas e Tocantis.
FORMAÇÃO GEOLÓLICA
Coberturas não dobradas do Fanerozóico, sub-bacia ocidental do Paraná.

## Últimos prefeitos eleitos
| Ano  | Prefeito        | Partido | Votos | %      | Ref   |
| ---- | --------------- | ------- | ----- | ------ | ----- |
| 2004 | Pedrinho        | PP      | 1.275 | 62,93  | [ 4 ] |
| 2008 | Reinaldo Exator | PPS     | 1.884 | 100,00 | [ 5 ] |
| 2012 | Miguel Brunetta | PDT     | 1.492 | 71,49  | [ 6 ] |
| 2016 | Miguel Brunetta | PR      | 1.126 | 59,67  | [ 7 ] |
| 2020 | Arimateia       | PSD     | 1.045 | 52,41  | [ 8 ] |
| 2024 | Miguel Brunetta | PL      | 1.174 | 51,65  | [ 9 ] |